# برسلیوس (دهانه)
برسلیوس یک دهانه برخوردی در ماه‌ است.

## دهانه‌های اقماری
این دهانه ۶ دهانه اقماری دارد.
| Berzelius | عرض جغرافیایی | طول جغرافیایی | قطر          |
| --------- | ------------- | ------------- | ------------ |
| A         | ۳۶.۸° N       | ۴۸.۹° E       | ۷.۰ کیلومتر  |
| B         | ۳۲.۶° N       | ۴۳.۱° E       | ۲۳.۰ کیلومتر |
| F         | ۳۲.۸° N       | ۴۶.۰° E       | ۱۲.۰ کیلومتر |
| K         | ۳۵.۵° N       | ۴۷.۰° E       | ۷.۰ کیلومتر  |
| T         | ۳۶.۲° N       | ۴۸.۰° E       | ۹.۰ کیلومتر  |
| W         | ۳۸.۲° N       | ۵۳.۰° E       | ۶.۰ کیلومتر  |